# Lionel Lukin
Lionel Lukin, född 18 maj 1742 i Great Dunmow i Essex, Storbritannien, död 16 februari 1834 i Hythe i Kent, Storbritannien, var en brittisk karossmakare och uppfinnare. Han konstruerade den första patenterade osänkbara sjöräddningsbåten.
Lionel Lukin växte upp i Dunmow, där han blev lärling hos en lokal karossbyggare. Han hade senare en karosseriverkstad vid Long Acre i London, byggde en osänkbar räddningsbåt och lät år 1785 patentera den. Han utgick från en 20-fots norsk yawl, som han försåg med en köl av järn samt med luftbehållare fram och bak. Mittskepps byggdes en vattentät avdelning och utanpå borden satte han på båda sidor tjocka gördlar av kork. Båten kom inte att användas som räddningsbåt, utan som lotsbåt i Ramsgate och senare som smugglarbåt. År 1798 byggde Lukin om en strandfiskebåt (en så kallad "coble") till räddningsbåt för den första kända räddningsstationen i Bamburgh Castle vid mynningen av floden Tyne. År 1807 byggde han den tolv meter långa segelräddningsbåten Frances Ann för Suffolk Human Society. Den hade tre master och sex par korta åror och tjänstgjorde under 42 år i Lowestoft.
Lukin uppfann även bland annat en uppfällningsbar säng för sjukhuspatienter, en flotte för att rädda folk under is samt en regnmätare.